# Habichhorst-Blyinghausen
Habichhorst-Blyinghausen ist ein Ortsteil der Stadt Stadthagen im niedersächsischen Landkreis Schaumburg. 

## Lage
Der Ort liegt östlich des Kernortes Stadthagen an der Landesstraße L 444. Westlich verläuft die B 65. Durch den Ort fließt die Bornau, am östlichen Ortsrand fließt der Vornhäger Bach.

## Geschichte

### Eingemeindung
Am 1. März 1974 wurde Habichhorst-Blyinghausen gemeinsam mit weiteren Umlandgemeinden in die Kreisstadt Stadthagen eingegliedert.

## Sehenswürdigkeiten
In der Liste der Baudenkmale in Stadthagen ist für Habichhorst-Blyinghausen ein Baudenkmal aufgeführt.